# Landleven
Landleven is een Nederlands tijdschrift over lifestyle dat elf keer per jaar verschijnt. Het tijdschrift, de specials en de website gaan over buiten wonen en buitenleven. De tuin, erfdieren, moestuin en oogst van eigen erf staan daarbij centraal.

## Geschiedenis
Het blad bestaat sinds 1996, het werd aanvankelijk uitgegeven door Hans van Det uit Terborg. In  2004 nam Reed Business Information in Doetinchem het over en sinds 2017 wordt Landleven uitgegeven door Roularta Media Nederland, onderdeel van de Belgische Roularta Media Group. Dit bedrijf is ook uitgever van de andere 'buitentitels' Seasons en Roots. Het kantoor van Landleven is gevestigd in het buitengebied van Hoog-Keppel. Mario Broekhuis is sinds 2008 hoofdredacteur. 

## Activiteiten
Jaarlijks vond het evenement 'Beleef Landleven' plaats in het Nederlands Openluchtmuseum. In 2017 trok dat ruim 30.000 bezoekers.